# Кейт Спейд
Кетрін Ноель Валентайн Броснаген Спейд (англ. Katherine Noel Valentine Brosnahan, народилася як Кетрін Ноель Броснаген; 24 грудня 1962 р. — 5 червня 2018) була американською модельєркою та підприємицею. Співзасновниця та співвласниця дизайнерського бренду Kate Spade New York.

## Раннє життя
Спейд народилася як Кетрін Ноель Броснаган у Канзас-Сіті, штат Міссурі, у родині Джун (уродженої Муллен) та Френсіса (Френка) Броснаганів, які володіли дорожньо-будівельною компанією. Вона мала переважно ірландське походження. Після закінчення Академії Святої Терези, жіночої католицької середньої школи, Спейд вступила до Канзаського університету. Пізніше вона перевелася до Університету штату Арізона. Вона приєдналася до жіночого товариства Каппа-Каппа-Гамма і отримала ступінь з журналістики у 1985 році, думаючи, що займатиметься телевізійним виробництвом. Під час навчання в коледжі вона працювала у відділі продажів у магазині чоловічого одягу Carter's Men Shop у Фініксі; її колегою був Енді Спейд, який згодом став її чоловіком і бізнес-партнером.

## Кар'єра

### Мадемуазель
У 1986 році пара переїхала на Мангеттен. Кейт працювала у відділі аксесуарів у Mademoiselle. Вона залишила Mademoiselle у 1991 році, досягнувши звання старшої редакторки моди та керівниці відділу аксесуарів. Під час роботи в Mademoiselle вона помітила, що на ринку бракує стильних, доступних і розумних сумок, тому вирішила створити власну.

### Кейт Спейд Нью-Йорк

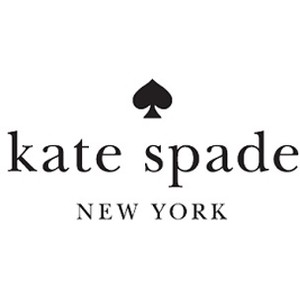
Логотип Кейт Спейд

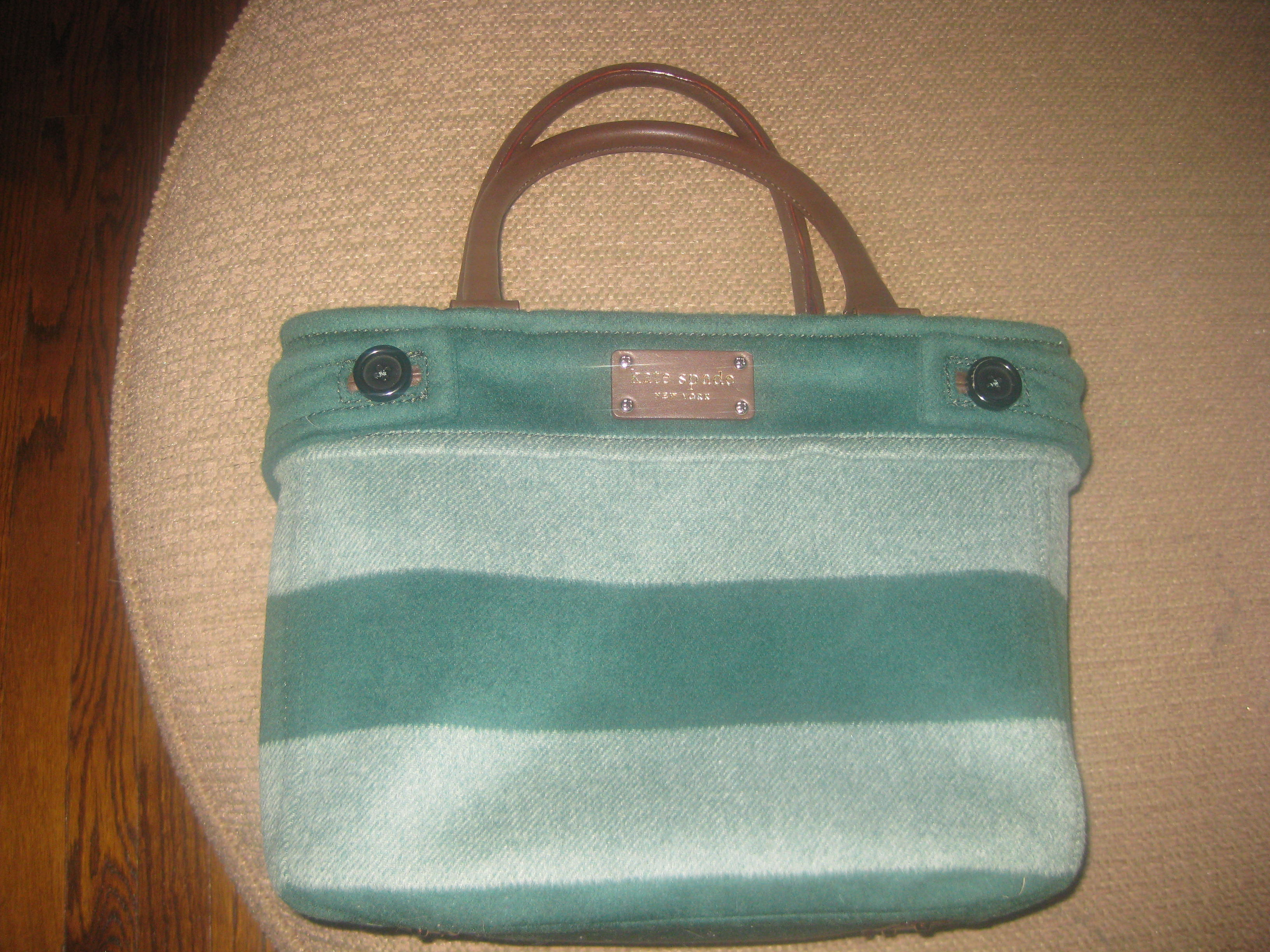
Сумочка Kate Spade

Кейт і Енді заснували Kate Spade New York у січні 1993 року. Спочатку Спейд не визначилася з назвою бренду, оскільки вони з Енді ще не були одружені, а «Кейт Броснаген» здавалося громіздким ім'ям для модного лейблу. Вона розглядала кілька варіантів, але погодилася, коли Енді запропонував «Кейт Спейд», оскільки вона візьме ім’я Спейд після їхнього одруження.
Спейд виготовила шість прототипів зі скотчу та паперу і знайшла виробника у Східному Нью-Йорку, який був готовий співпрацювати зі стартапом у виробництві сумок. Щоб профінансувати компанію, Енді, який працював копірайтером, зняв кошти зі свого пенсійного плану 401(k) та іноді платив працівникам іменними чеками. Подружжя проводило період відвантаження виробів, живучи в квартирах друзів, оскільки їхня власна квартира була заповнена запакованими сумками.
Після раннього показу в Javits Center, на якому мережа універмагів Barneys замовила кілька сумок, Спейд вирішила розмістити етикетки на зовнішній стороні сумок, що зайняло в неї всю ніч, але створило бренд.
Сумки вартістю від 150 до 450 доларів США швидко стали популярними, особливо в Нью-Йорку. За словами Ферн Малліс, директора Ради модельєрів Америки у 1990-х роках, це був «справжній зсув» у моді. «У всіх були сумки Кейт Спейд. Ви могли собі їх дозволити, і з радістю купували більше, ніж одну».
Молодим американкам того часу також подобався вишуканий вигляд сумок. Одна жінка згадувала, що сумки Кейт Спейд виглядали «зрілими, але не надто дорослими для підлітка», на відміну від більш дорогих брендів, таких як Burberry чи Louis Vuitton. «На рубежі минулого століття її сумка втілила яскраво виражений Манхеттенський момент у часі», момент, коли головна редакторка Vogue Анна Вінтур згадувала, що в місті неможливо було пройти і кварталу, не побачивши таку сумку.

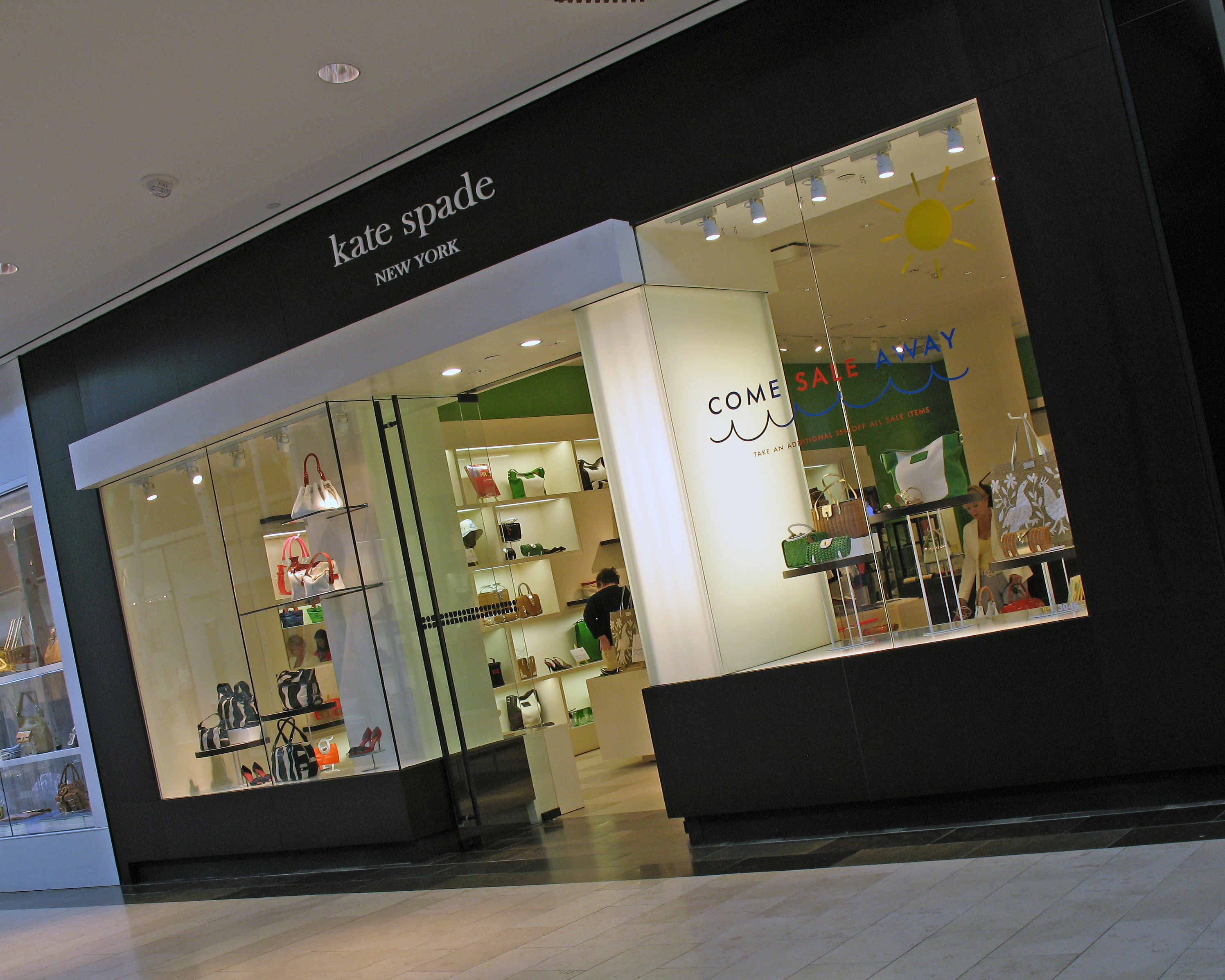
Магазин Кейт Спейд Нью-Йорк в Natick Mall, Массачусетс, 2008 рік

Спочатку компанія продавала виключно сумочки, але незабаром розширила асортимент до одягу, ювелірних прикрас, взуття, канцелярських товарів, окулярів, дитячих товарів, парфумів та подарунків. У 1996 році бренд Кейт Спейд відкрив свій перший бутік площею 400 квадратних футів (37 м2) у модному районі Мангеттена Сохо, а штаб-квартиру переніс у приміщення площею 10 000 квадратних футів (930 м2) на Західній 25-й вулиці.
У Кейт Спейд також було два розширення бренду під назвами Kate Spade Saturday і Jack Spade. Kate Spade Saturday пропонував більше повсякденних сумок та одягу, та мав багато рекламних акцій і врешті-решт був закритий у 2015 році. Jack Spade – лінія чоловічого одягу, створена Кейт Спейд, яка пропонувала чоловічі шкіряні вироби та аксесуари, але також закрилася у 2015 році.
У 1999 році Спейд продала 56% акцій свого бізнесу компанії Neiman Marcus Group, що допомогло поширити бренд по всьому світу.
У 2004 році «Kate Spade at Home» був запущений як бренд товарів для дому. В асортименті були постільна білизна, ванні приналежності, порцеляна, шпалери, декор для столу, столові прилади та різноманітні предмети декору. Магазин Kate Spade було відкрито в Аояма, Токіо, Японія.
Спейд також опублікувала три книги на теми етикету, розваг та моди: Manners, Occasions та Style відповідно.
До 2006 року Спейд продала решту 44% своїх акцій компанії Neiman Marcus Group. Група продала лейбл у 2006 році компанії Liz Claiborne Inc. за 124 мільйони доларів; пізніше він був перейменований на Fifth & Pacific. Пізніше, у травні 2017 року, компанію придбала Coach, Inc.; що зробило Coach та Кейт Спейд частиною Tapestry, Inc.

### Френсіс Валентайн
Продавши решту власності свого бренду, Спейд взяла кілька років відпустки, щоб зосередитися на своїй новонародженій доньці.
У 2016 році вона випустила нову колекцію елітного взуття та сумок під брендом Frances Valentine. Назва походить від гібриду прізвищ; Френсіс — це прізвище по батьковій лінії Спейд. Валентайн було другим ім'ям дідуся Спейд по материнській лінії, який народився в День святого Валентина. Пізніше Спейд юридично додала Валентайн до свого повного імені.
Після смерті Спейд бренд випустив колекцію дизайнів під назвою «Love Katy», присвячену її пам'яті. У компанії Спейд було кілька років напрацювань та натхнення для бренду, і компанія планує запустити їх у виробництво.

## Особисте життя
Спейд вийшла заміж за Енді Спейда, брата актора та коміка Девіда Спейда, у 1994 році. Хоча юридично вони не розлучилися, пара почала жити окремо за кілька місяців до її смерті.
У 2005 році у подружжя народилася донька.
Актриса Рейчел Броснаген – племінниця Спейд. 11 квітня 2002 року Спейд з'явилася в ролі самої себе в епізоді серіалу Журнал мод, «Blush Gets Some Therapy», шостий сезон, дев’ятнадцятий епізод, разом зі своїм зятем Девідом Спейдом.

## Смерть
Домогосподарка знайшла Спейд мертвою в її квартирі на Мангеттені 5 червня 2018 року. Її смерть була визнана самогубством через повішання на червоному шарфі. Поліція повідомила, що вона залишила записку, яка була адресована її доньці. Наступного дня після смерті дружини Енді Спейд виступив із заявою:
Кейт багато років страждала від депресії та тривоги. Вона активно шукала допомоги та тісно співпрацювала з лікарями, щоб вилікувати свою хворобу, яка забирає надто багато життів. Ми спілкувалися з нею напередодні ввечері, і вона звучала щасливою. Не було жодних ознак і попереджень, що вона це зробить. Це був повний шок. І це явно була не вона. Були особисті демони, з якими вона боролася.
Після смерті Спейд її сестра, Рета Саффо, повідомила ЗМІ, що її самогубство «не було неочікуваним». Вона вважала, що Спейд страждала від біполярного розладу протягом усього свого життя, який загострився через славу і багатство, яких вона досягла у свої 30 років. Кілька разів вона намагалася переконати сестру лікуватися, але Спейд боялася, що стигма психічного захворювання зашкодить її бренду. Саффо підозрювала, що її сестра думала про самогубство після того, як актор Робін Вільямс повісився в 2014 році, висвітлення цього в ЗМІ, за її словами, захопило Спейд. За її словами, під час останньої розмови Спейд попросила її прийти на похорон, хоча знала, що Саффо не любить ходити на подібні заходи. Вона наполягала Саффо, що не думає про самогубство.
Решта членів сім'ї, які не були близькі з Саффо протягом десятиліття, заперечили цю характеристику. Близьке до них джерело повідомило NBC News, що вони були сповнені «огидою та засмучені" висловлюваннями Саффо. «Її заява малює картину людини, яка зовсім не знала [Кейт]». Старший брат Спейд, Ерл Броснаген, визнав, що Спейд була єдиною в сім'ї, хто все ще спілкувався з Саффо, але лише «спорадично». Проте, він назвав зауваження Саффо "вкрай неточними". Еліс Ейронс, одна з її бізнес-партнерів, також згадала в інтерв'ю The New York Times, що вона неодноразово чула, як Спейд говорила, що «ніколи б цього не зробила», коли з'являлися новини про самогубство знаменитості.
Після її смерті флагманський нью-йоркський магазин Kate Spade на Мангеттені (а невдовзі і інші магазини по всій країні) вивісив на вітрині табличку з написом:
|  | Кейт Спейд, візіонерка, засновниця нашого бренду, пішла з життя. У цей неймовірно важкий для серця час ми думаємо про її родину. Ми шануємо всю красу, яку вона принесла в цей світ. |

## Нагороди
У 1996 році Рада модельєрів Америки нагородила Спейд званням «Нового модного таланту Америки в аксесуарах» за її класичний дизайн. У 1998 році організація знову вшанувала її як «Найкращого дизайнера аксесуарів року».
Її домашня колекція отримала три нагороди за дизайн у 2004 році, в тому числі "Гіганти дизайну" від House Beautiful "Американська нагорода за дизайн року в галузі їжі та розваг" від Bon Appétit та "Elle Decor International Design Award за постільну білизну" від Elle Decor.
У 2017 році її було включено до Зали слави підприємців у Школі менеджменту Генрі В. Блока при Університеті Міссурі, Канзас-Сіті.
Також у 2017 році вона була названа однією з найкреативніших людей у бізнесі за версією Fast Company.